# Герб Хустського району
Герб Хустського райо́ну — офіційний символ Хустського району Закарпатської області затверджений рішенням сесії районної ради 11 січня 2012 року.
Автор — Андрій Ґречило.

## Опис
Герб: щит розтятий, у правому синьому полі три срібні квітки нарцисів із золотими осердями у стовп, у лівому зеленому полі – золота церква, на відділеній хвилясто срібній основі – дві сині хвилясті балки. 
Великий герб: щит з гербом району підтримує з одного боку червоний ведмідь з золотими пазурами, з іншого — червона сарна з золотими рогами та копитами; щит увінчано золотою територіальною короною, під щитом йде синя стрічка зі золотим написом «Хустський район».

## Зміст
Три нарциси символізують районний центр та знамениту Долину нарцисів, а церква — високу духовність мешканців району. Синій колір означає мінеральні води, а зелений — багаті лісові ресурси. Хвилясті смуги у нижній частині вказують на місцеві річки, а також зберігають історичну традицію з герба Марамороського комітату, до складу якого  до початку XX ст. входила територія сучасного району. На великому гербі ведмідь підкреслює приналежність Хустщини до Закарпатської області, а сарна є представником місцевої фауни, відображає геральдичну традицію Вишкова. Золота територіальна корона вказує на статус герба як символу адміністративного району.